# Femmes tondues

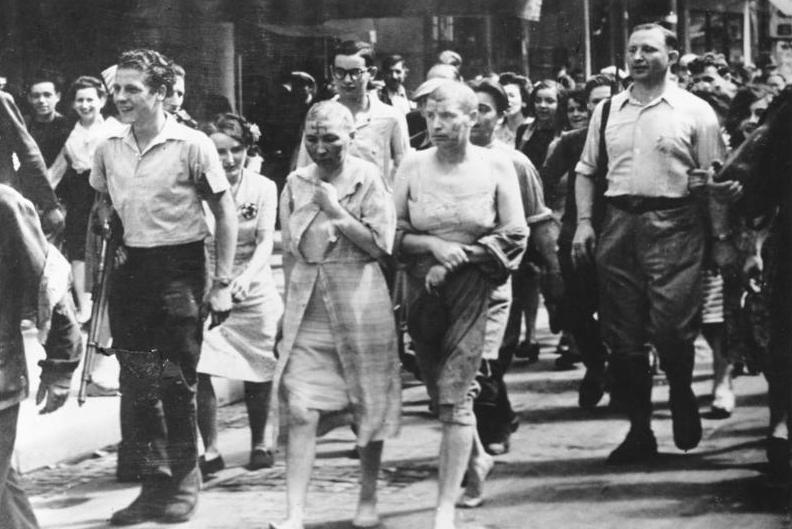
Femmes françaises accusées de collaboration tondues lors de l'épuration à la Libération en France, Paris, été 1944.

Les femmes tondues sont les femmes qui ont subi, à l'issue ou lors d'un conflit majeur, diverses humiliations, dont la tonte de leur chevelure. Les tontes de femmes ont lieu entre les années 1920 et la fin de la Seconde Guerre mondiale.

## Précédents
Le châtiment de tonte de la chevelure d'une femme est ancien et présent dans plusieurs cultures : on en trouve des exemples dans la Bible, en Germanie antique, chez les Wisigoths, dans un capitulaire carolingien de 805 et il était déjà utilisé au Moyen Âge contre les femmes adultères. Les brus du roi Philippe Le Bel, convaincues d'adultère, ont été tondues.
Par l’ordonnance contre les Roms du 11 juillet 1682 (« Déclaration contre les vagabons et gens appelez bohëmes et bohëmiennes et ceux qui leur donnent retraite »), Colbert condamne, en-dehors de tout délit, les hommes aux galères à perpétuité et les femmes à être tondues. Le reproche qui leur est fait est de servir de troupes facilement levées aux nobles qui se révoltent contre l’autorité royale. Les femmes qui reprennent leur vie de bohème sont fouettées et bannies.
Quel que soit le contexte d'application, ce châtiment a une connotation sexuelle marquée et vise à faire honte à la coupable. Outre l'humiliation, cette violence faite aux femmes correspondrait à une réappropriation de leur personne par la communauté nationale, en leur infligeant une marque publique en même temps qu'une forme de purification. La tonte est ressentie comme d'autant plus punitive à une époque où l'apparence prend plus d'importance ; symboliquement, elle frappe également là par où la tondue a fauté, par son pouvoir de séduction, et reste visible pendant plusieurs mois.

## Premières tontes de femmes en Europe auXXesiècle
À la fin de la Première Guerre mondiale, un soldat français, Ephraïm Grenadou, témoigne dans ses mémoires de tontes effectuées dans les départements du Nord, récemment libérés. « Quand on arrivait dans ces pays-là, ils réglaient leurs comptes, de vieilles querelles du temps des Allemands. Ils coupaient les cheveux des bonnes femmes », raconte-t-il. Ce témoignage unique reste sujet à confirmation, mais des tontes sont attestées en Belgique.
Les premiers cas de femmes tondues en public sont relevés dans l'Allemagne de Weimar, au début des années 1920. Une portion du territoire allemand est occupée par les armées française et belge, et des relations se nouent entre ces soldats et des Allemandes. Parmi celles-ci, plusieurs sont tondues, en punition. Ces tontes se poursuivent jusqu'aux années 1930. Elles ont aussi pu être accompagnées d'affiches désignant les femmes ayant des relations avec l'ennemi.

## Les tontes nazies
Dès l'arrivée au pouvoir du Parti national-socialiste, se pose la question de la « souillure raciale » que représentent les mariages entre des « Allemands de race pure » et des femmes dites « étrangères ».
Le 15 septembre 1935, les lois de Nuremberg « pour la protection du sang allemand et de l'honneur allemand » interdisent les mariages entre Juifs et « ressortissants de sang allemand ou apparenté ». De même, le mariage des « bons Allemands » avec des Noirs ou des Tsiganes est prohibé. La violation de ces interdictions est passible de la prison et/ou de la tonte des cheveux de la femme, voire de la peine de mort. 

## Les tontes phalangistes
Cette pratique est reprise (ou réinventée) par les phalangistes espagnols dès le début de la guerre d'Espagne (1936-1939). Il existait au XVIIe siècle une pratique similaire, consistant à raser les femmes entrant en prison (considérées, quel que soit le motif de leur condamnation, comme des filles perdues), leur signifiant ainsi une rupture avec leur passé et le début d'une nouvelle vie.
Dès le début du soulèvement, au Maroc espagnol, des femmes républicaines ou proches de Républicains (épouses, mères, sœurs, filles) sont tondues. Cet acte de terreur volontaire et réfléchi est perpétré dans toute l'Espagne conquise, afin de maintenir calme l'arrière. C'est un acte exclusivement commis par les nationalistes, de manière rituelle et stable durant toute la guerre, comme une purification.
La tonte concerne toutes les femmes qui se rattachent au camp républicain : on compte ainsi facilement des dizaines de femmes tondues dans un village, le plus souvent des célibataires. Le rituel est pensé et similaire dans tous les cas : on va chercher les femmes du camp républicain chez elles, on les tond sur la place publique, en public, en leur laissant parfois quelques mèches qui servent à accrocher des rubans ; une pancarte passée autour du cou indique Rojo (rouge, au masculin). On les mène en cortège dans les rues, plus ou moins dénudées. Les phalangistes leur font boire de l'huile de ricin, puissant purgatif, afin de « purifier leurs entrailles ». La tonte du crâne s'accompagne parfois de la tonte de la toison pubienne. La tonte, torture morale, est parfois précédée ou accompagnée de tortures physiques.
L'un des épisodes les plus connus et documentés de la guerre d'Espagne concerne les 17 Roses de Guillena, âgées de 24 à 70 ans, en Andalousie. Le 12 octobre 1937, les nationalistes organisent une humiliation publique devant les habitants. Ils forcent les prisonnières au supplice de l'huile de ricin, les tondent et les font défiler dans les rues de Guillena. Ils les emmènent de force jusqu'à la localité voisine de Gerena, où elles sont torturées. L'une est enceinte. Malgré les sévices, aucune ne parle. Elles sont fusillées par les franquistes entre le 6 et le 8 novembre 1937.
Les reproches faits à ces femmes, souvent engagées politiquement, leur dénient toute conscience politique autonome. D'une part, il leur est reproché d'avoir engendré des Républicains, d'avoir laissé le « virus » marxiste s'insinuer à travers elle dans leur progéniture, de n'avoir pas tenu leur rôle traditionnel d'éducatrice selon les normes catholiques. À cet égard, le reproche le plus fréquent est celui d'avoir donné une éducation « marxiste, athée et pornographe ». Leur sexualité est jugée extrêmement négativement et largement fantasmée : assimilées à des prostituées, on les accuse d'infidélité, de pornographie, de bestialité. Une étude psychiatrique du Dr Vallejo-Naveja, nationaliste, théorise ces a priori : les Républicaines, souvent jugées débiles, ne s'engagent aux côtés des Républicains que pour assouvir leurs instincts sexuels latents.
Ces femmes, qui étaient sorties de l'enfermement traditionnel au foyer, ainsi assimilées à des hérétiques et des filles publiques (promenade dans la rue, insultes, description qui en est faite), constituaient une menace pour l'ordre machiste. Dépourvues de leur chevelure, elles perdent leur pouvoir de séduction, et retournent à l'ordre masculin. Il semble d'ailleurs que les phalangistes aient été plus assurés de la soumission obtenue par la tonte que de celle obtenue par le viol.
La tonte est vue comme une opération de purification qui permet une renaissance. Le corps des tondues, qui a porté la pourriture marxiste (selon la terminologie phalangiste), devient ainsi porteur du projet de régénération phalangiste de la société. La relève est ensuite prise par la Section féminine de la Phalange, qui entreprend de rééduquer les femmes.
À la fin de la guerre, quelques tontes masculines ont eu lieu. Après la guerre, les tondues ont été assignées à résidence, avec visite obligatoire et régulière au commissariat, où on les retondait régulièrement, ce qui les désignait comme les éléments indésirables au sein de la société fasciste espagnole. Mais les solidarités républicaines subsistèrent après la fin de la guerre, et poussèrent les franquistes à déporter les tondues des Asturies dans des bastions conservateurs. Durant toute l'époque franquiste, les voleuses et les prostituées ont également été tondues.
Le fait a marqué Ernest Hemingway ; son roman Pour qui sonne le glas commence de cette façon : « Elle a un beau visage, pensa Robert Jordan. Elle serait si belle si on ne l'avait pas tondue ».
L'ordonnance nazie du 30 janvier 1940 qui interdit les relations sexuelles entre femmes aryennes et non-aryens prévoit la tonte comme moyen de répression. Par une circulaire du 13 octobre 1941, Martin Bormann interdit ce genre de punition publique. Craignant sa mauvaise influence dans les pays alliés ou amis qui envoyaient des travailleurs en Allemagne, on voulait éviter toute impression de mise au pilori de compatriotes qui se comportaient mal avec les étrangers. Il n’était plus permis de les calomnier dans la presse, de tondre leurs cheveux, de les mettre au pilori ou de les mener dans les rues.

## Les tondues de la Libération
Les tondues les plus connues sont celles des pays d'Europe occidentale, à la fin de la Seconde Guerre mondiale, dès avant la période de la Libération et jusqu'à la fin de la guerre. Il est estimé que 20 000 à 40 000 femmes accusées à tort ou à raison de collaboration avec l’occupant allemand auraient été tondues en France entre le milieu de l’année 1944 et la fin de 1945.

### Contexte
Les relations sexuelles, amicales ou professionnelles avec l’occupant sont loin d’avoir été les seuls motifs de l’épuration des femmes, judiciaire comme extrajudiciaire (pour ce dernier cas, les exécutions ont pu être commises après des cours martiales « improvisées » ou des Tribunaux militaires d'urgence). Ainsi pour le département de la Seine d’alors, près de 900 femmes ont été poursuivies, dont 76 % pour dénonciation. 609 sont poursuivies pour dénonciation dans la sphère publique (le reste pour dénonciation dans la sphère privée — mari, amant, membre de la famille, etc.) : 502 sont condamnées, 107 acquittées. Parmi les condamnées, 94 le sont pour avoir fait partie des services allemands (à des titres et des fonctions diverses). À Paris, la Chambre civique poursuit 135 femmes pour relations sexuelles avec des officiers ou des soldats de l'armée allemande, et acquittera 95 d’entre elles.
La tonte est la sanction la plus courante contre les femmes ayant eu des relations sexuelles, amicales ou professionnelles avec l’occupant, mais pas la seule. Outre qu’elles sont traînées parfois nues dans les rues, nombre de femmes, tondues ou pas, sont exécutées. Dans le seul Morbihan, 76 femmes sont exécutées de manière extrajudiciaire, dont 27 pour relations intimes avec des Allemands, soit plus d’un tiers. La star de l’entre-deux-guerres Mireille Balin, alors qu’elle cherche à passer en Italie avec son amant autrichien, est arrêtée par un groupe de FFI qui la violent,.
Dans ce contexte où des femmes sont souvent poursuivies pour les mêmes raisons que les hommes, et où elles encourent souvent les mêmes peines que les hommes, les tondues tiennent bien une place à part : c’est en tant que femmes qu’elles sont châtiées. C’est pour punir leur relation de femme avec l’homme ennemi qu’elles sont tondues, et c’est dans leur féminité qu’elles sont visées et atteintes. Bien sûr, ce « crime » et sa sanction ne sont prévus par aucune loi : « l’épuration horizontale » est menée hors de toute légalité. Là est bien la question historique, anthropologique et éthique soulevée par les tontes, et en particulier celles des tondues de la Libération.

### Ampleur
Ce sont d'abord les femmes accusées de « collaboration horizontale » avec l'occupant allemand qui sont tondues. Accusées à tort ou à raison d'avoir fraternisé avec l'ennemi (ce fait n'existe pas dans le code pénal français), elles sont tondues en public dans des cérémonies expiatoires que l'on retrouve à l'identique en France, en Belgique, en Italie, en Norvège, et, dans une moindre mesure, aux Pays-Bas, au Danemark,. Que les relations entre ces femmes et les Allemands soient de nature sexuelle ou pas, la tonte sert souvent d'exutoire pour une population asservie durant quatre ans.
Parmi les 20 000 tondues en France, les vraies collaboratrices côtoient les femmes amoureuses, comme ces femmes qui refusent de quitter leur concubin ou leur mari allemand, lors des évacuations de civils, celles qui ont fait leur métier (prostituées), et des femmes livrées à elles-mêmes durant le conflit et qui ont dû se mettre au service de l'occupant le plus souvent comme lingère ou femme de ménage. Selon Dominique François, ce chiffre de 20 000 tondues n'est qu'une estimation basse, notamment en tenant compte des 80 000 enfants nés de relations entre Françaises et soldats de la Wehrmacht. D'autres auteurs attribuent 100 000 à 200 000 paternités aux troupes d'occupation en France, comme Fabrice Virgili,, Jean-Paul Picaper ou Ludwig Norz.

### Période et lieux
Les premières menaces de tonte apparaissent dans la presse clandestine dès juillet 1941. Les premières tontes effectives ont lieu entre mars et juin, dans quelques départements (Loire-Inférieure, Isère, Ille-et-Vilaine), mais sont clandestines : ce caractère semble annuler leur effet principal, et elles sont très peu nombreuses.

Dès la Libération, un grand nombre de tontes a lieu, le plus souvent pendant la Libération, parfois quelques jours après. La recherche des femmes à tondre a lieu dès l'installation des comités locaux de Libération (CLL), et fait partie de leurs premières tâches, alors que les troupes allemandes peuvent se trouver à proximité. Un grand nombre de tontes sont, à partir de l’été 1944, souvent spontanées. La première vague importante a donc lieu à la fin de l'été 1944. 

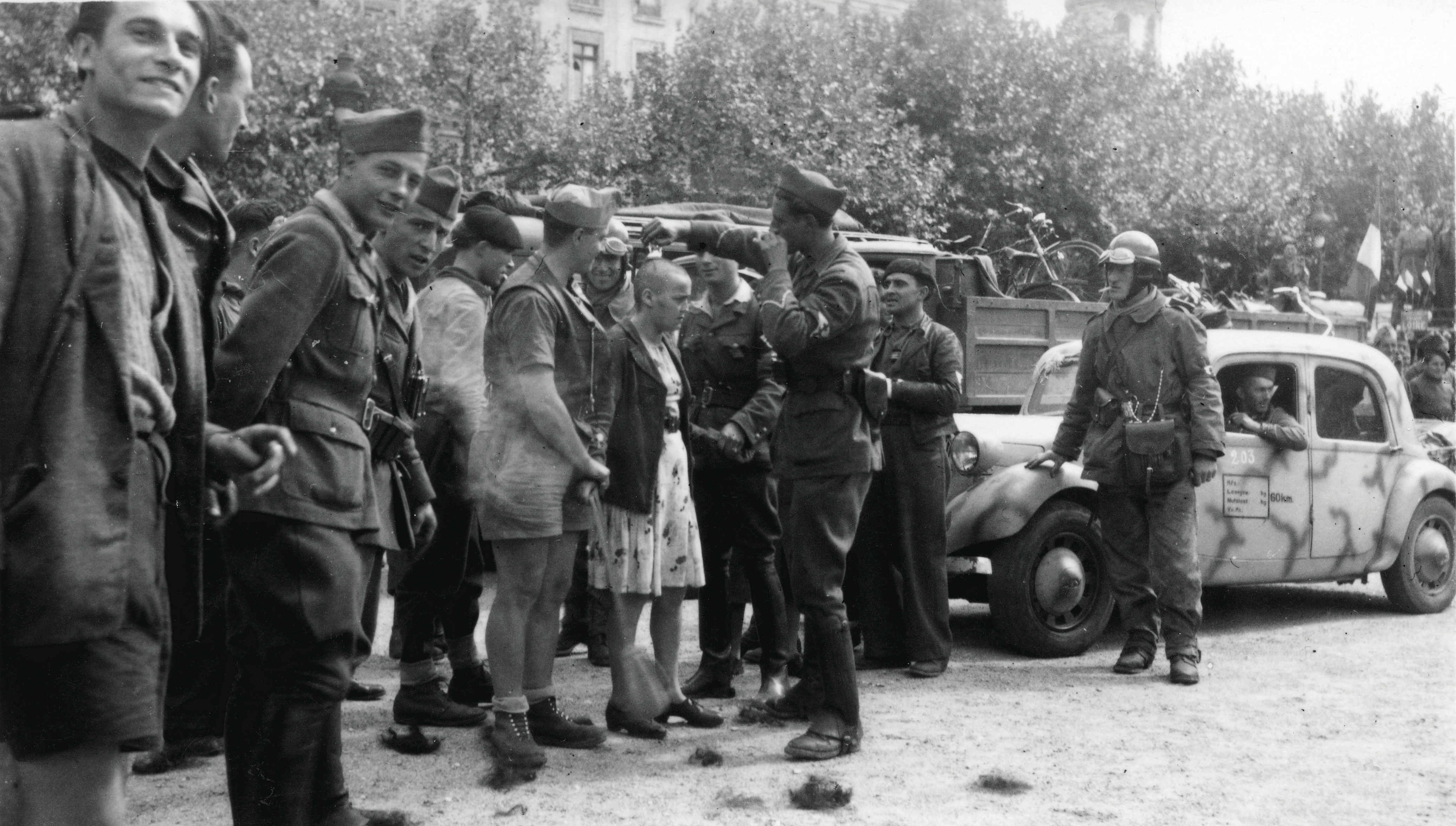
Durant la journée du 3 août 1944 où Lyon est investi par les Forces militaires, la tonte des femmes ayant collaboré est organisée.

 Ces tontes sont relayées et décrites par la presse, et Radio Londres (émissions des 20 et 30 août 1944). Des résurgences ont lieu durant l'automne, et des tontes se produisent sporadiquement tout l'hiver. Même si elles ne sont pas planifiées et répétées comme en Espagne, elles sont néanmoins pensées et bénéficient d'un minimum d'organisation. Un fonctionnaire est généralement présent (policier, gendarme) et donne un caractère officiel au châtiment.
Une deuxième vague importante a lieu en mai et juin 1945, lors du retour des prisonniers de guerre, déportés, requis du STO, accompagnés souvent des travailleurs volontaires en Allemagne et de celles et ceux qui ont accompagné les Allemands dans leur fuite. Ces femmes qui reviennent d'Allemagne sont tondues, souvent sur le quai de la gare. Des femmes qui avaient échappé à la première vague, ou qui sont libérées après une peine jugée trop légère, souvent au printemps 1945, sont également tondues. Ces tontes se poursuivent jusqu'à la fin de 1945 (les retours ont lieu jusqu'à l'automne). La dernière tonte recensée a lieu en Savoie en février 1946.
Sur le territoire français, les tondues se retrouvent partout, que ce soit dans les régions libérées par les Alliés, ou dans celles libérées par la Résistance. Les urbains et les ruraux effectuent des tontes, il n'existe pas de « sanctuaire » ; les sources de police, gendarmerie et de la presse sont abondantes à ce sujet. Le fait est général : on est certain que des tontes ont eu lieu dans plus de 77 départements, sur les 90 de l'époque (Virgili cite à l'appui le fait que des enfants jouent à tondre trois petites filles).

### Mode opératoire
On va saisir la femme chez elle, puis la tonte s'effectue le plus souvent dehors, en public, sur une estrade, par terre, debout, assise. Tous les cas sont répertoriés. La tonte des cheveux est parfois exécutée en privé. Le plus souvent, on choisit un lieu public symbolique : la place de la mairie, du marché, la fontaine ou le monument aux morts. Dans tous les cas, la tonte s'accompagne d'une exhibition, la tondue est promenée en cortège (« le carnaval moche ») à travers la ville ou le village : la population, dans sa grande majorité, y assiste et approuve le châtiment. Des carrioles, voitures, charrettes sont parfois utilisées pour montrer la ou les tondues.
Tout au long du châtiment, la foule invective et insulte la tondue ; celle-ci peut être plus ou moins déshabillée, voire totalement dénudée ; son corps reçoit dans certains cas des croix gammées à la peinture, au goudron ou au rouge à lèvres. Tout ce qui constitue sa féminité est ainsi détruit.
Exceptionnellement, la tonte a lieu dans un lieu clos : dix femmes sont tondues dans la prison de Grenoble ; un tribunal d'exception de Tulle condamne une femme à trois mois de prison et à être tondue (vingt ans de travaux forcés avaient été requis).

### Les tondues

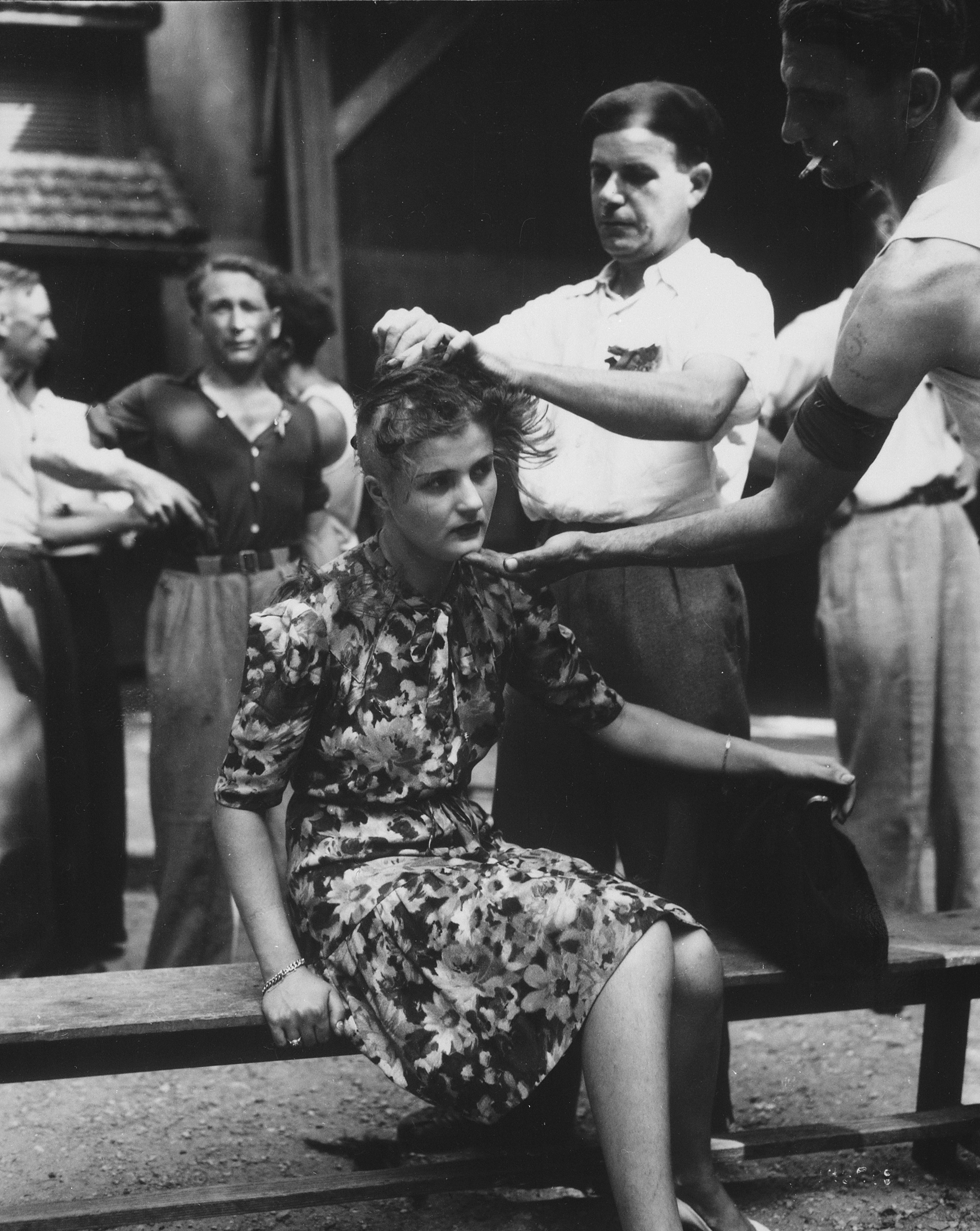
Une femme en train d'être tondue à Montélimar, en août 1944.

Les femmes tondues ne sont pas identifiées et aucune étude sérieuse n'a pu ni ne pourra être menée, puisque toutes attitudes alors jugées ambiguës vis-à-vis de l'occupant pouvaient être prétexte à formuler une accusation de collaboration au moment de la Libération.
Ainsi, les exemples concernent des jeunes filles peu favorisées économiquement, des femmes seules, divorcées, veuves ou dont le mari est encore en captivité. La plupart ont dû, pour survivre, faire le ménage, laver le linge, ou faire tous autres travaux au service des Allemands. Certaines furent tondues parce qu'elles vivaient à proximité de l'occupant : ainsi les jeunes institutrices, dont le logement de fonction touchait souvent les logements attribués aux soldats allemands, ce qui a permis l'établissement de relations jugées sévèrement. D'autres femmes accusées de « collaboration horizontale » (relations sexuelles) avec l'ennemi furent également victimes de ces exactions : les prostituées, ainsi que celles entretenant une réelle relation amoureuse avec un soldat allemand, comme Pauline Dubuisson.
Enfin, la tondue peut être une vraie collaboratrice : espionne ou délatrice par intérêt, vengeance ou idéologie.
Plus que l'identité de la tondue et les faits avérés, c'est son comportement et les fantasmes qu'il a suscités qui justifient la tonte. Le choix des femmes à tondre relève ainsi largement du fantasme, de la rumeur publique. La tonte des femmes, accusées de délits sexuels (collaboration horizontale), mais pas uniquement, est une punition par la majorité ayant souffert de frustrations pendant quatre ans, envers des femmes soupçonnées d'avoir voulu échapper aux sacrifices faits par les autres Français en menant une vie de noces. La tonte s'applique également à des femmes n’ayant pas eu de tels rapports (sexuels, festifs ou amicaux) avec l'occupant.
Certaines catégories de femmes sont exclues de la tonte dans certains territoires : ainsi, le Comité départemental de libération des Pyrénées-Orientales exclut les prostituées de la tonte (car elles n'ont fait que leur métier) mais prévoit que toutes les autres femmes ayant eu des rapports intimes avec l'ennemi auront la tête rasée. Humiliation supplémentaire : elles sont soumises à la visite médicale de prévention des maladies vénériennes prévues pour les prostituées soumises pendant des durées variables. De même, de nombreuses Chambres civiques ne condamnent ni les prostituées, qui ont exercé leur activité professionnelle habituelle, ni les femmes de prisonniers de guerre, en jugeant qu'elles ont certes commis un adultère, mais que cela ne relève pas de l'intelligence avec l'ennemi. Cependant, les prostituées comme les femmes de prisonniers (dont l'attitude était particulièrement surveillée) ont été tondues dans d'autres départements.
Quelques hommes ont également été tondus (dans sept départements au moins), mais pour des motifs différents : pillage, travail volontaire pour les Allemands, collaboration. La tonte, les assimilant à des femmes, est une humiliation supplémentaire, dévirilisante, et ne revêt pas le caractère sexualisé des tontes de femmes.

### Les tondeurs
Il est possible de définir deux catégories de tondeurs en utilisant le critère de la « légalité » de la tonte.
En premier lieu, des résistants, FFI, accompagnent ou effectuent une tonte. Auquel cas, ces derniers agissent au nom de la « justice populaire », comme ce fut le cas avec plusieurs exécutions sommaires lors de la Libération de Paris. La tonte est parfois décrétée par un tribunal d'exception : celui siégeant au Palais de Justice de Tulle condamne ainsi une jeune fille à « 3 mois de prison avec coupe totale des cheveux ».
En second lieu, les tontes sont le fait de mouvement spontanés de la foule ou sont dues à des initiatives personnelles appuyées, là encore, par la foule. Ces « justiciers improvisés », sans avoir de pouvoir ou de hiérarchie, décident eux-mêmes de la tonte et de la désignation des tondues. Dominique François voit dans cette seconde catégorie de « résistants de la dernière heure » la majorité des tondeurs, appartenant aux branches armées des FTPF et FFI.
Il est extrêmement rare que des femmes résistantes participent aux tontes.

### Oppositions et condamnations des tontes
Un peu partout, les FFI, FTP, Comités départementaux de libération, ainsi que « autorités constituées » appellent à la fin des brimades et désapprouvent les tontes. De même, ces méthodes sont rapprochées aux procédés fascistes dans la presse (parfois précédées d'encouragement à la tonte). À Bourg (aujourd’hui -en-Bresse), Marcel Gagneux, alias Capitaine Hoche, présente au Comité local de libération un rapport sur les incidents du 6 septembre [1944] : « des FFI sans ordre ont tondu des femmes et des jeunes filles et les ont promenées dans la rue ». Et le CLL conclut que de tels faits « ne doivent plus se reproduire ».
Sartre s'élève également contre ce châtiment qu'il juge moyenâgeux. De plus, les tontes sont généralement incomprises et désapprouvées par les Anglo-Saxons. Enfin, quelques combattants espagnols engagés dans la 2e DB (La Nueve) s’opposent ou abrègent le supplice de ces femmes lors de la Libération de Paris.
Quelques femmes ont porté plainte contre leurs tondeurs, ce qui a entraîné des enquêtes de gendarmerie, mais ces femmes ont été en général disqualifiées en tant que victimes devant les tribunaux correctionnels.
Le cas judiciaire le plus connu est le paradoxal arrêt du Tribunal des conflits « Dame de la Murette » de 1952, considéré comme un des plus importants de ce même tribunal, dans lequel la haute juridiction se prononçant au terme de 6 ans de procédure, finit, tout en lui donnant raison sur le fond, par débouter la victime sur la forme. D'après le Tribunal des conflits, la juridiction administrative ne pouvait être compétente (car l’État n'est en aucun cas susceptible d'avoir organisé des tontes et des séquestrations). Le tribunal des conflits ajoute que la victime ne peut non plus se retourner contre les tribunaux judiciaires (civils et pénaux), au motif que la voie de fait en question avait été exercée dans des « circonstances exceptionnelles »,,.

### Tentatives d'interprétation
Les principaux reproches faits aux tondues sont d'avoir eu des rapports avec l'occupant, et d'avoir voulu échapper au lot commun. Les rapports n'ont pas besoin d'être intimes pour devenir répréhensibles. Le fait de travailler pour les Allemands, ou chez eux, suffit. Qu'ils soient supposés, ou avérés, les rapports les plus divers (du simple contact quotidien aux rapports d'amitié) deviennent intimes dans la rumeur publique. Les accusations, qui sont les reproches misogynes traditionnellement adressés à toutes les femmes, de légèreté, goût du luxe, d'insouciance, d'inconduite, entraînent la sanction de la tonte, châtiment qui apparaît comme juste, proportionné, efficace et nécessaire. Ce châtiment est justifié par la souffrance du temps, par les privations subies pendant quatre ans, et auxquelles les femmes ayant profité de dons des Allemands ont échappé, ce qui est assimilé à une trahison.
La tonte n'est pas simplement vue comme une sanction mais aussi, avant la Libération, comme une prévention en désignant de manière visible les personnes qui auraient pu aider l'ennemi (peur de la cinquième colonne, pas totalement infondée d’ailleurs),. La tonte intervient aussi pour effacer la trace des souillures de la guerre : l'Occupation et la collaboration ont souillé aussi bien l'espace public (affiches, drapeaux, défilés) que le corps des tondues, corps qui est censé rester pur pour perpétuer la nation intacte. Dans le fantasme, leur comportement a porté la souillure jusque sur la Nation et le corps de Marianne,. La tonte est ainsi vue comme une mesure d'hygiène nécessaire, de réappropriation du corps des femmes ; mais par le cortège, la cérémonie de la tonte permet également la réappropriation de l'espace public. La tonte, qui est une mort symbolique de la collaboration, agit également comme une négation de la féminité du corps des tondues, objet du délit et du châtiment, et qui doit se soumettre à l'ordre masculin, mais aussi une exclusion de la communauté nationale, au moment même où les femmes françaises sont appelées à voter pour les premières fois (neuf fois d'avril 1945 à l'automne 1946).
Dans les représentations (romans, films, mais aussi études historiques), la tondue est d'abord représentée une femme coupable de trahison, jusque dans les années 1970. Puis la représentation de la tondue évolue vers la figure de la femme amoureuse, autonome dans ses sentiments et libre de son corps. Depuis les années 1980, la tondue est considérée dans les arts comme victime d'un châtiment injuste, souvent infligé à une authentique résistante (à partir des années 1990).

### Séquelles
La tonte cause un traumatisme parfois jugé comme plus important que le viol. Les femmes tondues se sont souvent refusé, pour une période plus ou moins longue, tout droit au bonheur, et connu une difficulté, voire une impossibilité, à se reconstruire une vie et un équilibre intérieur. Le cas d'une femme tondue restée recluse à son domicile jusqu'en 1983, soit près de quarante ans, a été relevé. Ce choc traumatique se transmet également aux enfants, qui peuvent être dépressifs ou intérioriser un sentiment de culpabilité, notamment les filles de soldats allemands.

## Tontes postérieures à 1945
Le châtiment de la tonte a aussi été utilisé en 2004 par des hindouistes fondamentalistes contre des Indiennes qui s‘étaient converties au christianisme.

## Dans les arts

### Romans
- Guy Croussy, La tondue, Grasset, 1980.
- Marie de Palet, La Tondue, Éditions De Borée, 2002.
- Philippe Cougrand, Garonne amère, Pleine Page Éditeur, coll. « Rouge nuit », Bordeaux, 2006, 312 p.  (ISBN 2-913406-40-8 et 978-2913406407).
- Valentine Goby, L'Échappée, Gallimard, 2007.
- Carlota O’Neill, Una Mujer en la guerra de España, 1979.
- Joël Selo, Les vieux démons, éditions De Borée, 2007, 331 p.  (ISBN 2844944876 et 978-2844944870).
- Francis Berthelot, L'Ombre du soldat, Denoël, 1994, 175 p.  (ISBN 2207241483 et 978-2207241486).

### Poésie, chanson, photo
- Paul Éluard écrivit, dès 1944, un poème à propos des tondues : « Comprenne qui voudra » tiré du recueil Au rendez-vous des Allemands, Éditions de Minuit, Paris, 1944.
- Dans l'album Les Copains d'abord (1964), Georges Brassens revient sur les tontes à la Libération dans La Tondue.
- La photo de Robert Capa, La Tondue de Chartres, août 1944.
- La chanson Identité nationale écrite par Patrick Font en 2010 en réaction à la création d'un Ministre de l'Immigration, de l'Intégration, de l'Identité nationale et du Développement solidaire fait référence aux femmes tondues de façon humoristique : « J'ai même fait tondre ma pelouse, lorsque en juillet 92 un allemand s'est couché dessus » pour dénoncer ce que l'artiste assimile à une dérive vers l'extrême droite.
- La chanson Je suis de celles (2003), de Benabar, fait le lien entre le mépris masculin pour les "filles faciles" dont ils ont pourtant usé et le sort des tondues "à une autre époque".

### Filmographie
- Plusieurs fictions montrent des tontes de femmes à la Libération : 
  - Manon d’Henri-Georges Clouzot (1949) ;
  - Hiroshima mon amour d'Alain Resnais (1958) ;
  - Le Vieil Homme et l'Enfant de Claude Berri (1966) ;
  - Les Chinois à Paris de Jean Yanne (sorti en 1974), film narrant une occupation chinoise fictive rappelant l’occupation allemande ;
  - Un enfant dans la foule de Gérard Blain (1976) ;
  - Black Book de Paul Verhoeven (2006) ;
  - Le Temps d'aimer de Katell Quillévéré (2023).
- Cinéma documentaire :
  - Eût-elle été criminelle... (2006) de Jean-Gabriel Périot ;
  - Jean-Pierre Carlon, Tondues en 44, Documentaire, 2007, 52 minutes, France Télévisions
  - Jean-Louis Lorenzi, Épuration, Film TV, 2007, 100 minutes, France Télévisions